# Laurentides (région administrative)
Pour les articles homonymes, voir Laurentides.
Les Laurentides sont une région administrative du Québec s'étendant sur la rive nord du fleuve Saint-Laurent, près de Montréal. Son numéro de région est le 15. Elle est composée de sept municipalités régionales de comté (MRC) et de 76 municipalités.
Les Laurentides désignent aussi une importante chaîne de montagnes qui s'étend de l'Outaouais jusqu'au Labrador et donne une grande part de sa physionomie à la région. Ainsi la région tire son nom de cette chaîne de montagnes qui la vallonne sur un axe sud-ouest, nord-est.

## Géographie
Sont répartis sur son territoire, en ordre d'importance : les forêts (79,4 %), les eaux (8,5 %), les milieux humides (5,4 %), les terres agricoles (4,1 %) et finalement les surfaces artificielles (2,6 %).

### Situation
La région est située au nord-ouest de la région métropolitaine de Montréal. Elle s'étend sur 22 518 km2 de superficie, dont 20 546 km2 qui sont terrestres, soit 1,4 % du territoire québécois. Tirant son nom de la chaîne de montagnes des Laurentides, les collines boisées couvrent la plus grande partie de son territoire, alors que l'extrême-sud correspond à une plaine agricole en processus d'urbanisation. Principale porte d'accès vers le nord-ouest de la province, sa proximité avec la métropole québécoise lui confère un dynamisme malgré son caractère forestier.
Elle est bordée au sud par les régions urbaines de Laval et Montréal et au nord par les régions ressources de l'Abitibi-Témiscamingue et de la Mauricie. Elle est ceinte de chaque côté par deux régions avec lesquelles elle partage plusieurs similarités : l'Outaouais, à l'ouest, et Lanaudière, à l'est.

### Relief
La plaine agricole des Laurentides, au sud, est plutôt plate. Son altitude varie entre 20 m (à la rivière des Mille Îles) et une centaine de mètres (au piémont). Le reste de la région est dominé par le relief caractéristique du sud de la chaîne des Laurentides, soit de nombreuses collines dépassant les 400 mètres. Le massif du Mont-Tremblant regroupe les montagnes les plus importantes, autant pour leur altitude que pour leur attractivité récréo-touristique. Le pic Johannsen (935 mètres) constitue le point le plus élevé de la région.

### Hydrographie

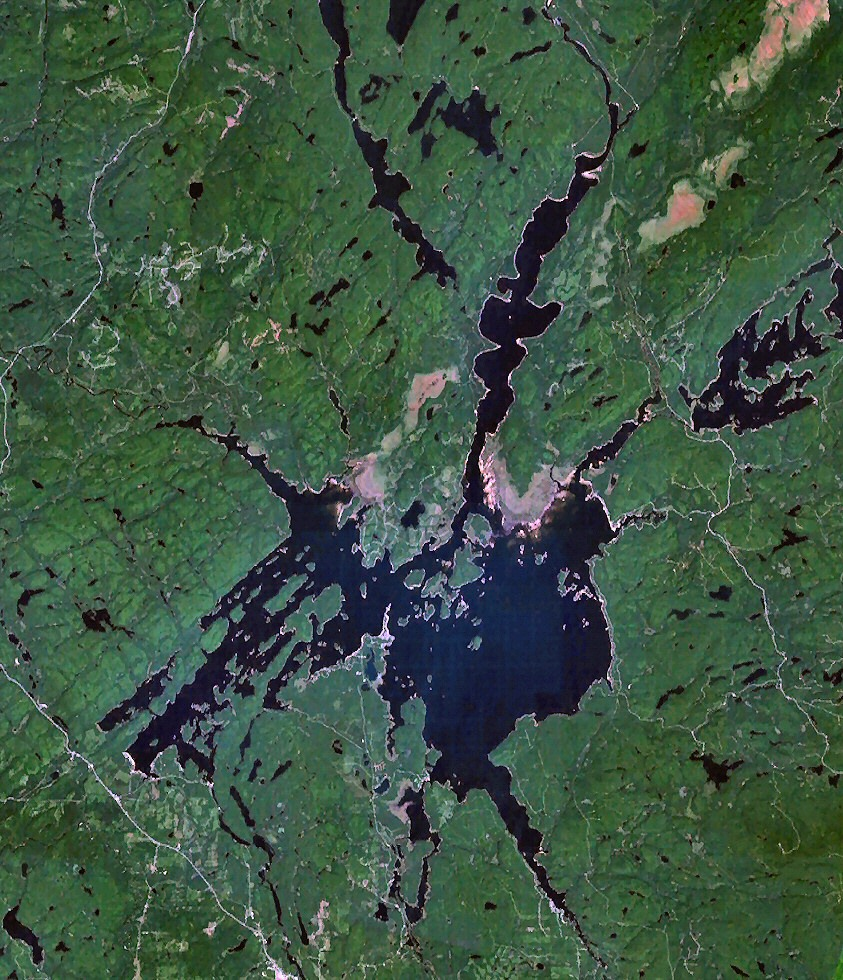
Vue satellite du réservoir Baskatong, un vaste plan d'eau partagé avec la région de l'Outaouais.

Les Laurentides possèdent de nombreux cours d'eau et lacs. Parmi les principales rivières, on retrouve la rivière du Nord, la rivière Rouge, rivière Mascouche et la rivière du Chêne. En ce qui concerne les lacs, on en trouve de toutes les tailles en grand nombre. Les plus importants sont : le réservoir Baskatong, le réservoir Mitchinamecus, le réservoir Kiamika, le lac du Poisson-Blanc et le Grand lac Nominingue.

### Sous-régions géographiques

#### Les Basses-Laurentides
Le sud, le moins élevé en altitude, désigne à la fois la sortie du grand Montréal et l'entrée des Laurentides. Au début des années 2000, on y recense la majeure partie de la population ; il s'agit également d'une sous-région en voie de développement prononcé. Il inclut les MRC d'Argenteuil, de Deux-Montagnes, de Mirabel et de Thérèse De-Blainville.

#### Le Cœur-des-Laurentides
Le centre des Laurentides est composé de basses montagnes parsemées de lacs et de forêts. C'est dans cette sous-région que se retrouve la capitale régionale, Saint-Jérôme, ainsi que la majorité des touristes qui visitent la région, notamment pour ses pentes de ski de renommée mondiale et le Centre de villégiature Tremblant. Il est constitué des MRC La Rivière-du-Nord, Les Pays-d'en-Haut et Les Laurentides.

#### Les Hautes-Laurentides
Le nord est typiquement montagneux et forestier. Il s'agit du territoire le moins populeux des Laurentides. Il comprend de nombreux lacs et réserves naturelles. Mont-Laurier est la Ville la plus peuplée de ce secteur. La MRC d'Antoine-Labelle englobe l'ensemble de cette sous-région.

## Histoire
Avant la colonisation française, les bassins versants de la rivière du Lièvre, de la rivière de la Petite Nation et la rivière Rouge étaient déjà habités par les Weskarinis, un sous-groupe de la nation algonquine.
Au XIXe siècle, les populations Weskarinis ont été métissées ou repoussées de la région des Laurentides par la colonisation canadienne-française et les industries forestières. 
La nation Weskarinis contesta cette dépossession territoriale en envoyant des pétitions à la Couronne britannique et en évoquant la Proclamation royale de 1763.
Autour de 1850, le gouvernement canadien fait déplacer certains hommes Weskarinis des Laurentides vers les réserves nouvellement créées de Kitigan Zibi et de Timiskaming à l'ouest du Québec.
Au même moment, le processus de colonisation de la région s’amplifie. En raison du contexte politique d’après 1840, certaines personnes craignent que la culture canadienne-française soit en danger, soit la langue française et la religion catholique. Celui qui était au centre de cette idée d’amplifier la colonisation de la région était le curé Antoine Labelle. Le curé Labelle souhaitait que le territoire occupé par les Canadiens français s’étende de Montréal jusqu’au Manitoba, en passant par le nord de l’Ontario.

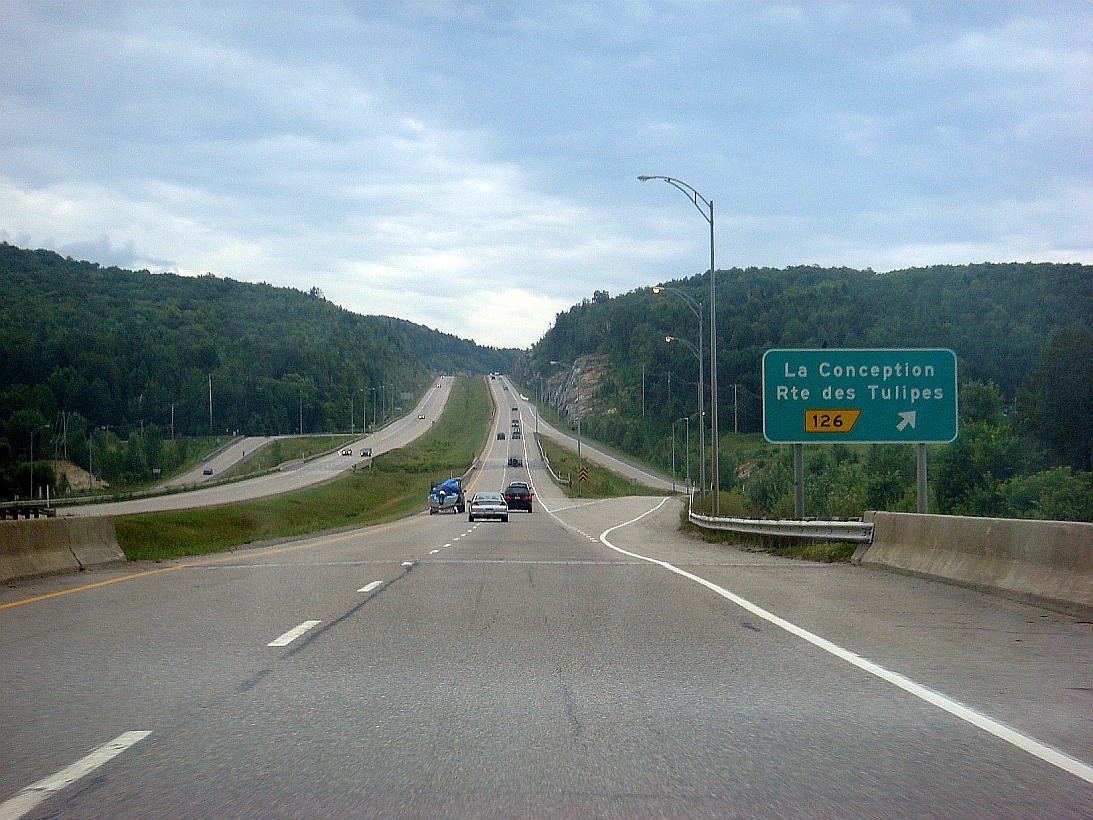
Route 117

Pour empêcher les Canadiens français d’immigrer vers la nouvelle Angleterre pour travailler dans les manufactures américaines, l’industrie forestière sera développée dans la région des Laurentides. Des chantiers d’abatage d’arbre seront établis en amont des rivières et des scieries seront construites en aval de ces mêmes rivières pour transformer le bois. Le but était d’utiliser le courant des rivières pour transporter le bois des chantiers jusqu’aux usines. L’industrie forestière finira par devenir le principal secteur économique de la région. 
Tout au long de ces rivières seront construits des villages et des fermes. Ces villages étaient créés pour pouvoir accueillir les colons et leur permettent de pouvoir pratiquer l’agriculture. Ces colons étaient majoritairement composés des hommes Canadiens français, mais aussi d’Écossais et d’Irlandais qui marié des femmes catholique Weskarinis. Au début de la colonisation, le seul moyen de pouvoir se rendre au nord était à la rame en remontant les rivières avec les Weskarinis. 
Un chemin de fer sera construit pour relier Saint-Jérôme à Mont-Laurier entre 1891 et 1909. Ce nouveau moyen de transport aidera au développement des industries et facilitera les déplacements dans la région. Ce train relira aussi quelques années plus tard, Mont-Laurier et Montréal. L’ajout de la ville de Montréal dans le circuit du train développera aussi le tourisme dans la région des Laurentides. Les montagnes de ski, la possibilité de chasser, pêcher et trapper étaient des activités attirantes pour les habitants de la région de Montréal. Le chemin de fer finira par être démantelé et son circuit sera converti en piste cyclable en 1996. Durant le XXe siècle, des routes seront construites comme la route 11, qui est devenue la route 117 depuis 1979. Cette route relie alors le nord de l’Abitibi à Montréal.

## Démographie
| 1986    | 1991    | 1996    | 2001    | 2006    | 2011    | 2016    | 2021    | 2026 |
| ------- | ------- | ------- | ------- | ------- | ------- | ------- | ------- | ---- |
| 319 541 | 381 069 | 431 643 | 461 366 | 511 276 | 559 700 | 589 400 | 636 083 | -    |

## Administration
La région des Laurentides est composée de 76 municipalités locales et 11 territoires non organisés répartis dans 7 municipalités régionales de comté (MRC). Elle comporte également une réserve amérindienne (Doncaster).
| Nom                   | Chef-lieu      | Population 2021 | Superficie terrestre (km2) | Densité (hab./km2) |
| --------------------- | -------------- | --------------- | -------------------------- | ------------------ |
| Antoine-Labelle       | Mont-Laurier   | 36 462          | 14 976,99                  | 2,43               |
| Argenteuil            | Lachute        | 34 752          | 1 252,97                   | 27,74              |
| Deux-Montagnes        | Saint-Eustache | 102 052         | 294,1                      | 347                |
| La Rivière-du-Nord    | Saint-Jérôme   | 140 394         | 451,02                     | 311,28             |
| Les Laurentides       | Mont-Blanc     | 50 777          | 2 599,7                    | 19,53              |
| Les Pays-d'en-Haut    | Sainte-Adèle   | 46 906          | 737,4                      | 63,61              |
| Mirabel               | Mirabel        | 61 108          | 486,8                      | 125,53             |
| Thérèse-De Blainville | Sainte-Thérèse | 163 632         | 211,9                      | 772,21             |
| Région                | Région         | 636 083         | 21 563                     | 29,5               |

## Politique

### Ministre responsable
| Années | Années          | Député              | Parti                   |
| ------ | --------------- | ------------------- | ----------------------- |
|        | 2012 - 2014     | Sylvain Pagé        | Parti québécois         |
|        | 2014 - 2018     | Christine St-Pierre | Parti libéral du Québec |
|        | 2018 - 2020     | Sylvie D'Amours     | Coalition avenir Québec |
|        | 2020 - 2022     | Nadine Girault      | Coalition avenir Québec |
|        | 2022 - en cours | Benoit Charette     | Coalition avenir Québec |

### Circonscriptions électorales

#### Circonscriptions électorales provinciales
- Argenteuil : Agnès Grondin (CAQ)
- Bertrand : France-Élaine Duranceau (CAQ)
- Blainville : Mario Laframboise (CAQ)
- Deux-Montagnes : Benoit Charette (CAQ)
- Groulx : Éric Girard (CAQ)
- Labelle : Chantale Jeannotte (CAQ)
- Mirabel : Sylvie D'Amours (CAQ)
- Saint-Jérôme : Youri Chassin (Indépendant)
- Rousseau : Louis-Charles Thouin (CAQ)

#### Circonscriptions électorales fédérales
- Les Pays-d'en-Haut  : Tim Watchorn (PLC)
- Mirabel : Jean-Denis Garon (BQ)
- Rivière-des-Mille-Îles : Linda Lapointe (PLC)
- Rivière-du-Nord : Rhéal Fortin (BQ)
- Thérèse-De Blainville : Madeleine Chenette (PLC)

## Économie
L'économie de la région dépendait beaucoup du tourisme, les populations de Montréal, Laval, Longueuil, sur les rives du Saint-Laurent, ont depuis longtemps envahi la région des Laurentides. Ces milliers de touristes avaient besoin d'une région peu éloignée, relativement sauvage et très attrayante; qualités auxquelles les Laurentides répondent très bien. Une diversification économique est actuellement en progression.

## Éducation

### Centres de services scolaires (CSS)
Les quatre centres de services scolaires servent les 18 districts de la région et deux districts de la région de Lanaudière.
- Commission scolaire des Laurentides (4 districts aux Les Laurentides, Les Pays-d'en-Haut)
- Commission scolaire Pierre-Neveu (les 5 districts de Antoine-Labelle)
- Commission scolaire de la Rivière-du-Nord (les 5 districts de Argenteuil, Mirabel, La Rivière-du-Nord)
- Commission scolaire de la Seigneurie-des-Mille-Îles (4 districts aux Deux-Montagnes, Thérèse-De Blainville;

Blainville,
Boisbriand,
Bois-des-Filion,
Deux-Montagnes,
Lorraine,
Mirabel,
Oka,
Pointe-Calumet,
Rosemère,
Sainte-Anne-des-Plaines,
Sainte-Marthe-sur-le-Lac,
Sainte-Thérèse,
Saint-Eustache,
Saint-Joseph-du-Lac et
Saint-Placide)

## Santé
Dans le centre intégré de santé et de services sociaux des Laurentides
les services sont organisés selon sept territoires :
- Territoire d'Antoine-Labelle
  - l'Hôpital de Mont-Laurier,
  - le Centre de services de Rivière-Rouge, les services à la communauté et le centre d'hébergement Sainte-Anne.

- Territoire du Lac-des-Deux-Montagnes
  - l'Hôpital de Saint-Eustache,
  - le CLSC Jean-Olivier-Chénier,
  - le CLSC Mirabel et
  - les centres d'hébergement de Saint-Eustache et de Saint-Benoît.

Il dessert la population de la MRC de Deux-Montagnes et celle du secteur sud de la MRC de Mirabel.
- Territoire des Pays-d'en-Haut.

Il regroupe les services des CLSC de Sainte-Adèle, de Saint-Sauveur et de Morin-Heights, ainsi que du Centre d'hébergement des Hauteurs. Le CSSS des Pays-d'en-Haut offre aussi des services à l'établissement de détention de Saint-Jérôme.
- Territoire de Saint-Jérôme
  - l'Hôpital régional de Saint-Jérôme,
  - le CLSC de Saint-Jérôme et
  - les centres d'hébergement L'Auberge, Lucien-G.-Rolland et Youville.

Il dessert la population du territoire de la MRC de la Rivière-du-Nord et du secteur nord de Mirabel. Dans le cadre de sa mission régionale, il offre également des soins et services spécialisés à l'ensemble des citoyens des Laurentides.
- Territoire des Sommets

Le territoire des Sommets offre ses services à la population de la MRC des Laurentides à partir d'installations situées à Sainte-Agathe-des-Monts, Mont-Tremblant et Labelle. L'établissement regroupe trois CLSC, trois centres d'hébergement ainsi que l'Hôpital Laurentien.
- Territoire de Thérèse-De Blainville
  - CLSC Thérèse-De Blainville
  - les centres d'hébergement Drapeau-Deschambault et Hubert-Maisonneuve.

## Culture
Les Laurentides hébergent de nombreux artistes professionnels et organismes culturels qui teintent la dynamique du territoire par leurs démarches, leurs productions et leurs événements. 
Tout d'abord, les artistes du territoire ayant un rayonnement phare dans la culture québécoises peuvent notamment être représentés en musique populaire par Robert Charlebois, en musique classique par Alexandre Da Costa, en arts visuels par Bonnie Baxter, en sculpture par Roger Langevin, en lettres par Claude-Henri Grignon. 
Ensuite, parmi les diffuseurs d'arts vivants, une offre culturelle multisectorielle est permise par des organismes tels que Espace Théâtre de Mont-Laurier, théâtre Le Patriote de Sainte-Agathe, théâtre Gilles-Vigneault de Saint-Jérôme, théâtre le Marais de Val-Morin, Odyscène de Sainte-Thérèse, Petit Théâtre du Nord de Boisbriand et Société Arts et Culture de Saint-Placide. 
De plus, plusieurs diffuseurs d'arts visuels sont également répartis sur le territoire tels que le Musée d'art contemporain des Laurentides (MacLau) de Saint-Jérôme, le Centre d’exposition de Mont-Laurier et le Centre d'exposition de Val-David. Le patrimoine est également présent sur le territoire et diffusé par le Musée du ski des Laurentides de Saint-Sauveur et le Musée régional d'Argenteuil. 
Enfin, de nombreux festivals animent le territoire annuellement, comme le Festi Jazz de Mont-Tremblant, le festival Santa Teresa, le festival Stradivaria ou le festival des Arts de Saint-Sauveur. 
Chaque année, la culture et les projets artistiques du territoire sont célébrés par les Grands prix de la Culture des Laurentides, notamment par le prix du Conseil des arts et des lettres du Québec qui récompense le créateur ou la créatrice de l'année des Laurentides. 